# Landwehr bei Wersau
Die Landwehr bei Wersau war ein vermutlich mittelalterlicher Grenzwall bei Wersau im nördlichen Odenwald, der hier das Gersprenztal durchquerte. In einem Waldstück sind Teile der Anlage heute noch vorhanden und als Eingetragenes Bodendenkmal geschützt.

## Beschreibung
Im Wald am Fuße des Bensenböhlskopfs sind mehrere Abschnitte einer alten Landwehr erhalten. Der besterhaltene Teil ist ca. 60 m lang und ca. 10 m breit. Die einst aus einem dicht bepflanzten Erdwall mit beidseitig verlaufenden Gräben bestehende Grenzbefestigung verlief von hier durch das Gersprenztal zum gegenüberliegenden Höhenzug, wo sich heute der Weiler Hippelsbach befindet. Bei Hippelsbach waren bis Mitte des 20. Jahrhunderts ebenfalls Gräben und Wall der Landwehr erkennbar. Diese wurden mit Müll aufgefüllt und eingeebnet. Die Landwehr verlief auf der heutigen Kreisgrenze zwischen Odenwaldkreis (Gemarkung Wersau) und Landkreis Darmstadt-Dieburg (Gemarkung Groß-Bieberau). Zwei angrenzende Flurstücke tragen heute noch die Namen Auf der Landwehr und Landwehräcker.

## Geschichte
Dokumente, die die genaue Entstehungszeit und den Zweck der Landwehr bei Wersau belegen könnten, sind bisher nicht bekannt. So muss die Heimatforschung den Vergleich zu ähnlichen Grenzanlagen der weiteren Umgebung suchen. Es wird bislang angenommen, dass ihr Ursprung im 15. Jahrhundert liegt und die Anlage vorrangig der Kontrolle des Personen- und Warenverkehrs dienen sollte. Auch die Unterbindung von Holz- und Wilddiebstahl könnte eine Rolle gespielt haben. An Übergängen von Wegen befanden sich oftmals Zollstationen, sogenannte Schläge, an denen Zoll-Abgaben auf Waren verlangt wurden. Eine solche Station wird am Übergang Alter Weg vermutet der, anhand historischen Kartenmaterials zu beurteilen, die Hauptverbindung zwischen oberem und unterem Gersprenztal war. Eine weitere, als mittelalterliche Handelsroute angenommene Verbindung führte von der Oberrheinischen Tiefebene über die Höhen des Vorderen Odenwaldes nach Wersau, querte dort das Tal der Gersprenz und verlief auf den Höhen der heutigen Weiler Hippelsbach und Hundertmorgen weiter bis nach Groß-Umstadt. Auch diese Verbindung könnte durch die Landwehr im Bereich von Hippelsbach kontrollierbar gewesen sein.

### Verlauf
Mittelalterliche Landwehren bestanden in der Regel aus einem oder mehreren undurchdringlichen Gehölzstreifen von untereinander verflochtenen Hainbuchen oder Feldahorn – (dem „Gebück“) mit unterpflanzten dornigen Sträuchern. Feldahorn und Hainbuche gelten in den umliegenden Wäldern als äußerst selten. Im Waldgebiet südwestlich der Landwehr sind diese Baumarten auf einem relativ schmalen Streifen allerdings verhältnismäßig oft anzutreffen. Dies lässt vermuten, dass der einstmalige Verlauf des Gebücks weit in den Wald hinein reichte und die Bäume sich durch Samenvermehrung und Wurzelaustrieb über die Jahrhunderte gehalten haben. Auf der gegenüberliegenden Seite des Tals kann ein weiterer Verlauf der Landwehr ab Hippelsbach nicht erkannt werden. Sollte sie hier weitergeführt haben, wurden ihre Spuren über die Zeit vor allem durch intensive Landwirtschaft verwischt.

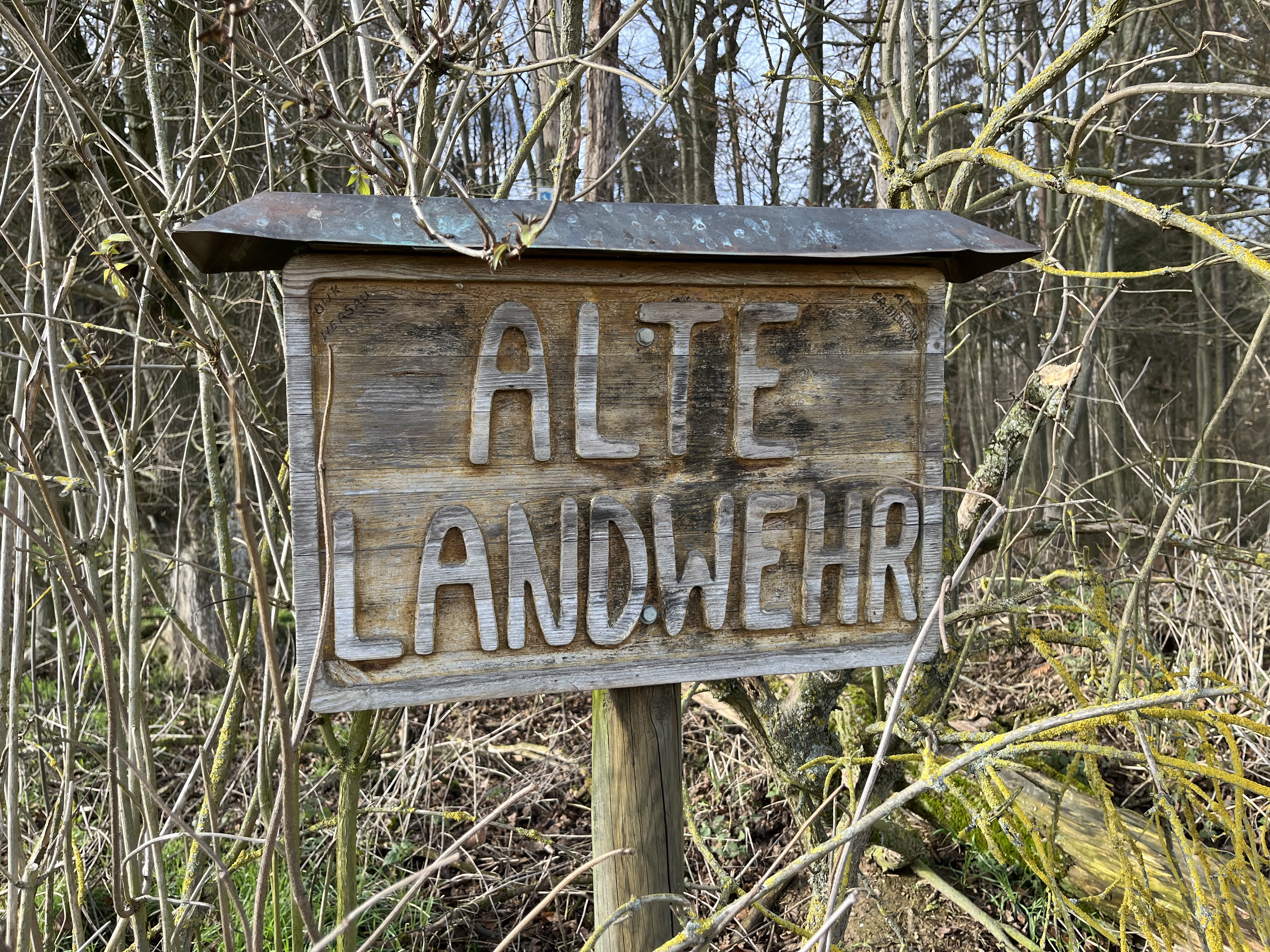
Holzschild bei einem erhaltenen Teil der Landwehr
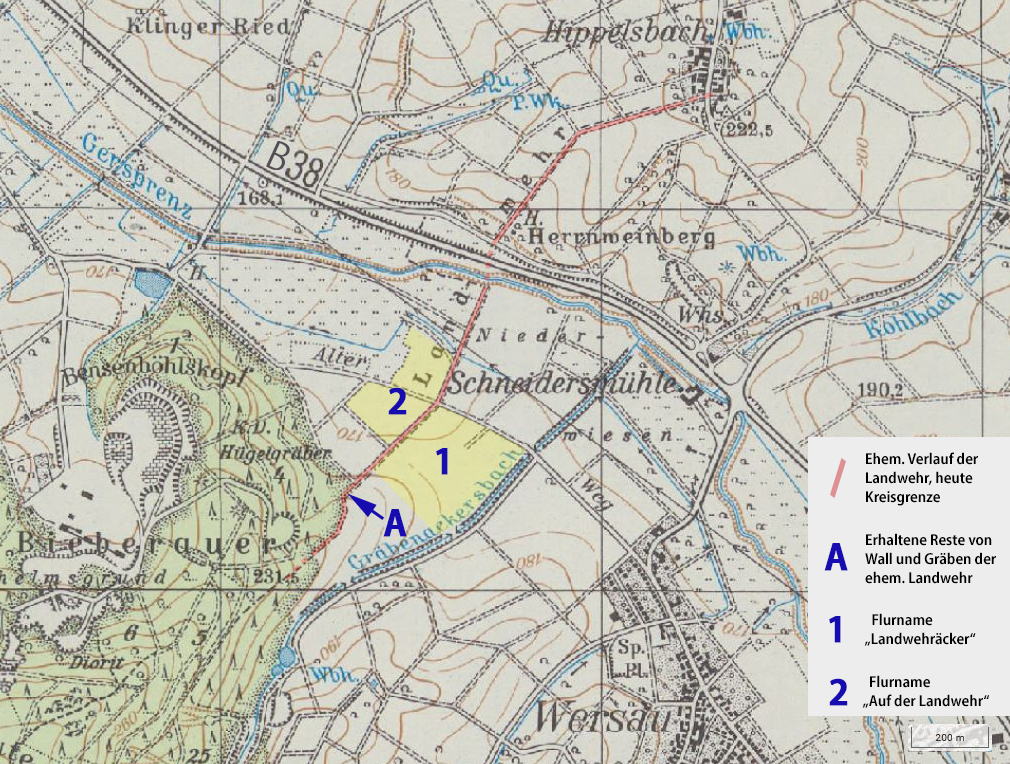
Kartenausschnitt mit Verlauf der Landwehr und nach ihr benannte Flurstücke
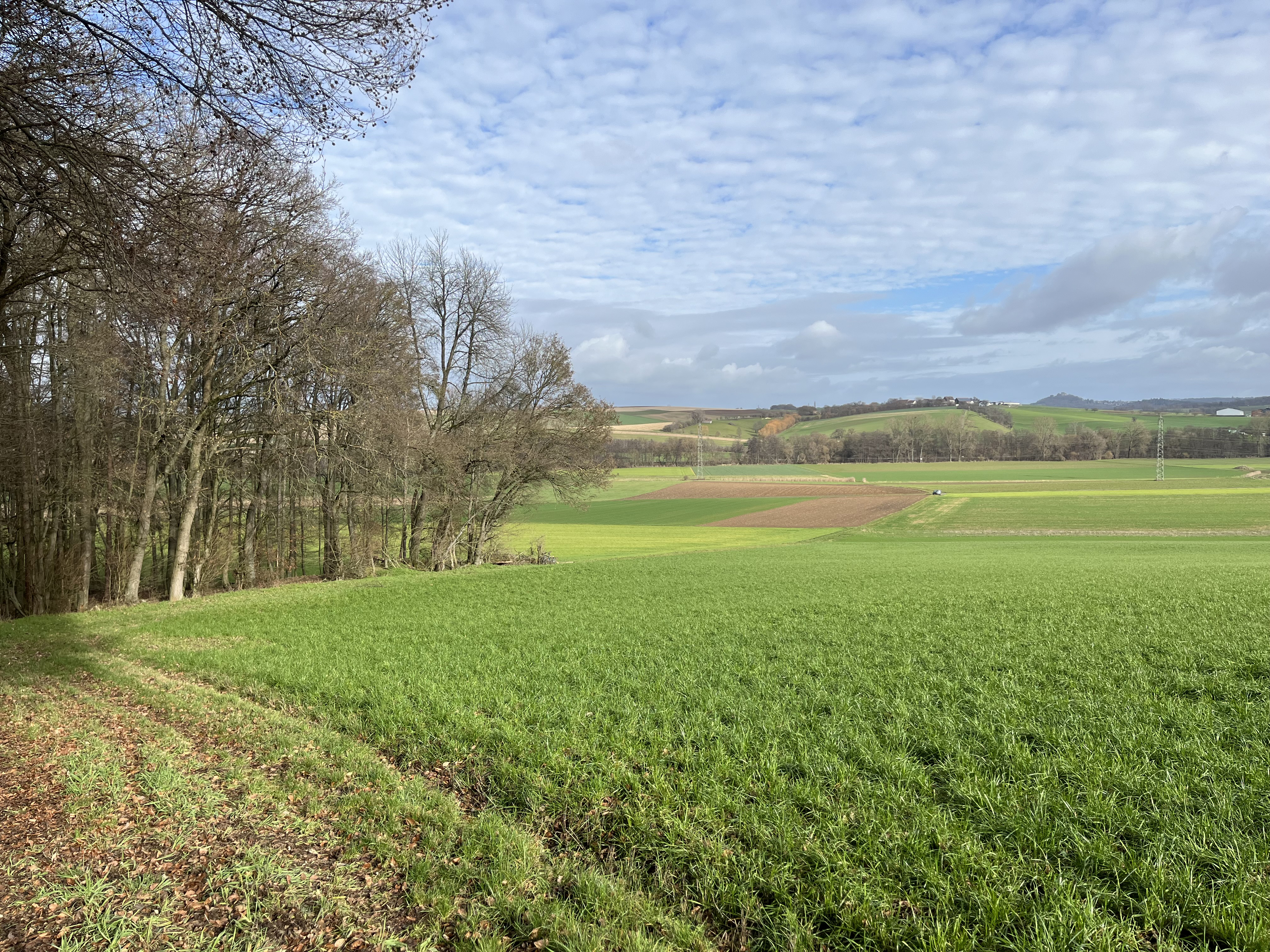
Waldstück mit erhaltenem Teil der Landwehr, die von hier bis zum Weiler Hippelsbach, auf der anderen Seite des Gersprenztals verlief
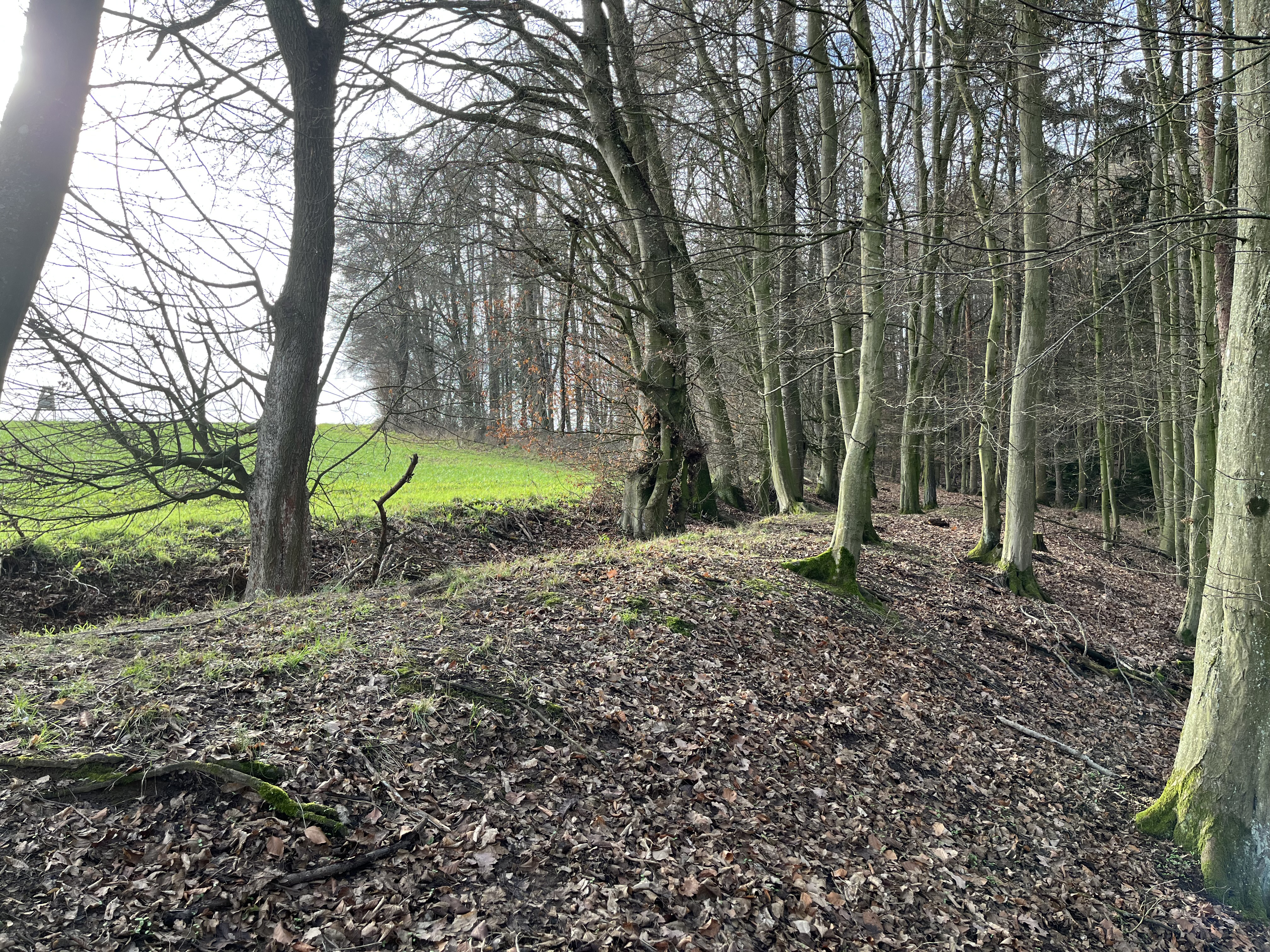
Erhaltener Teil der Landwehr, Blickrichtung Süd-Westen
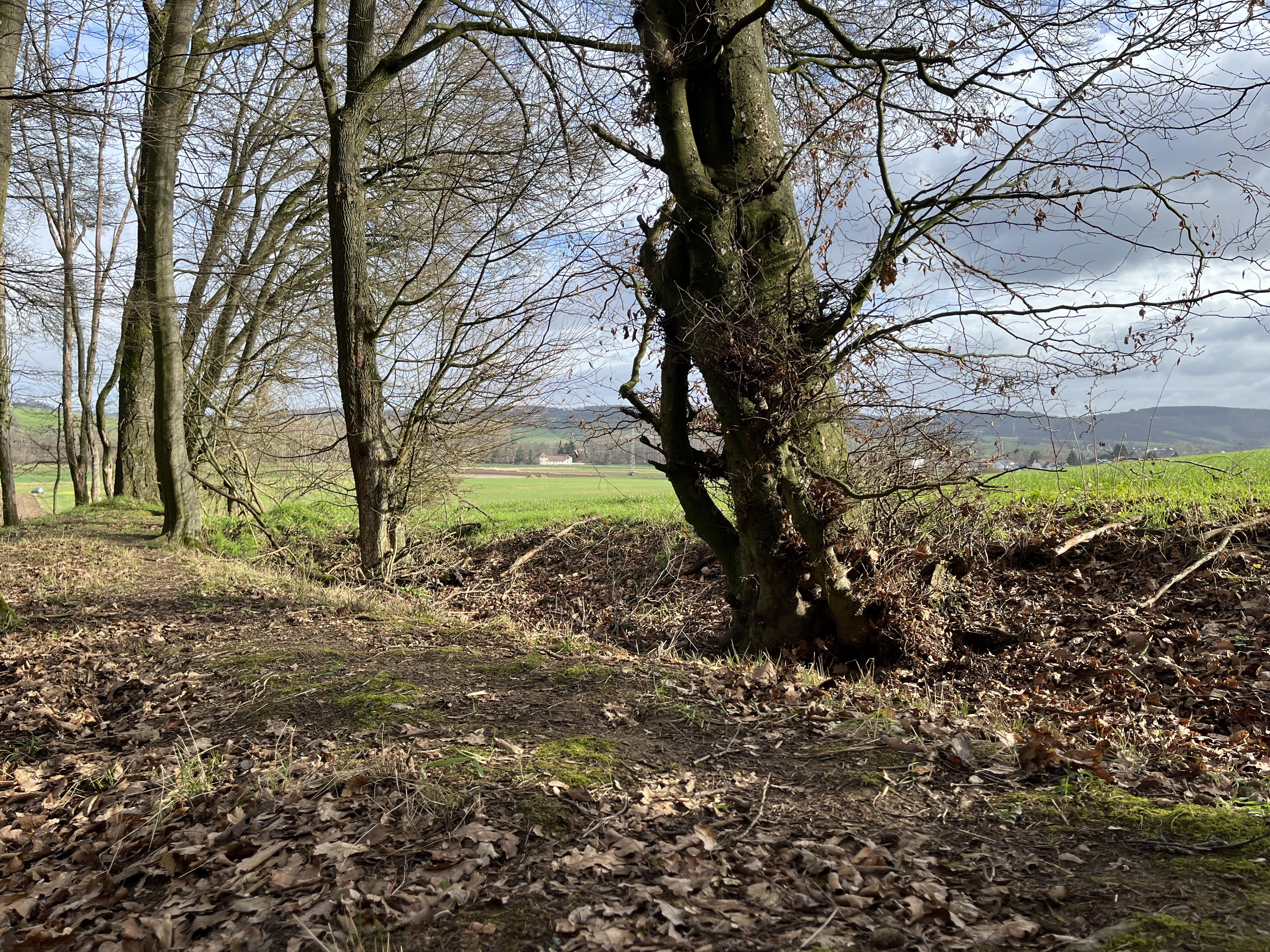
Eine alte Hainbuche neben der Landwehr. Nachkomme der ehemaligen Wallbepflanzung
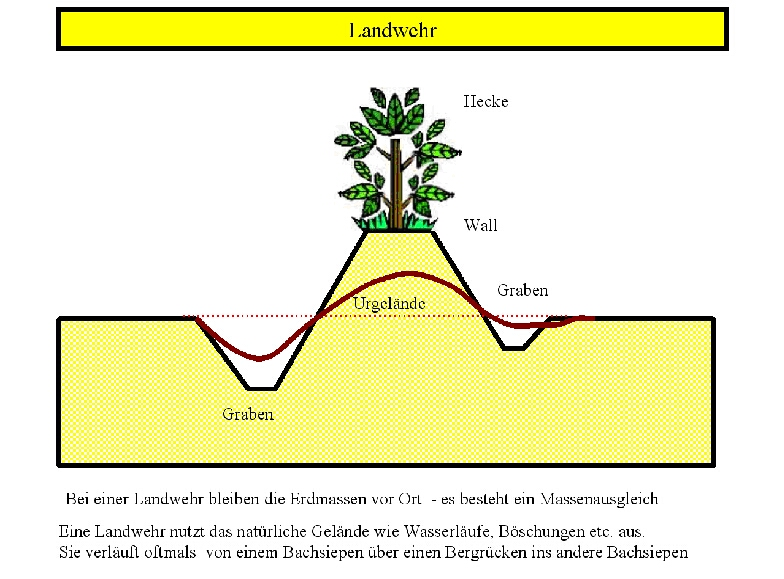
Skizze: Beispielhafter Querschnitt einer Landwehr im Gelände. Früher und heute.

## Sonstiges
- Im Jahr 1999 befreiten Schüler der Albert-Einstein-Schule Groß-Bieberau im Zuge einer Projektwoche die Gräben der erhaltenen Landwehr von Müll und Unrat, der hier über Jahrzehnte abgekippt wurde. Des Weiteren wurden die Nachkommen der typischen Gebück-Gehölze erfasst und protokolliert. Ferner wurde der Versuch unternommen, ein Stück der Landwehr im Bereich des Menhir von Wersau zu rekonstruieren.[1]

- Am nördlichen Rand des erhaltenen Teilstücks befinden sich tiefe, trichterförmige Erdlöcher eines Dachsbaus.